# 太上天皇列表

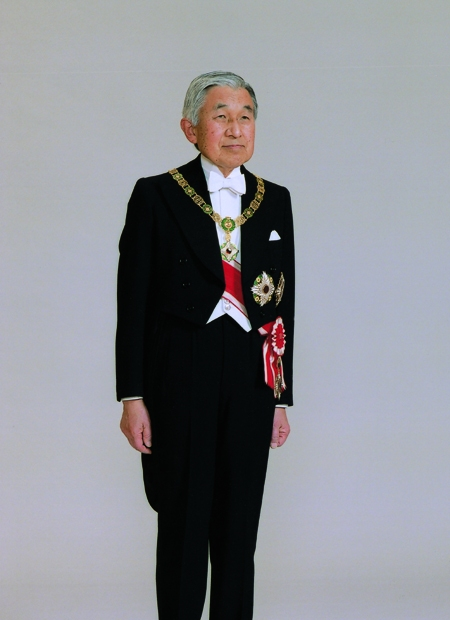
上皇明仁

日本自持統天皇十一年（文武天皇元年）八月初一（697年8月22日），持統天皇讓位給文武天皇，稱「太上天皇」起（皇極天皇曾讓位給其弟孝德天皇，但當時並未出現「太上天皇」此稱號，只是臨時尊她為「皇祖母尊」。另外，後來她亦重祚為齊明天皇），到江戶時代後期光格天皇讓位給仁孝天皇為止，共計曾有59位太上天皇。另外，第125代天皇明仁（年號平成）在2019年4月30日退位，根據天皇退位特例法，不稱太上天皇而單稱「上皇」。
下列列表列舉了日本歷代太上天皇的資料。

## 太上天皇/上皇
粉紅色背景者為女太上天皇（或同等稱號者）， 淺藍色背景者為北朝太上天皇， 綠色背景者為南朝太上天皇。
| 姓名              | 繼任或在位天皇                                                              | 關係                                                        | 任期                                | 受尊原因 | 結果 |
| ----------------- | --------------------------------------------------------------------------- | ----------------------------------------------------------- | ----------------------------------- | --- | --- |
| 皇極天皇 寶       | 孝德天皇 輕                                                                 | 姊 ↓ 弟                                                     | 皇祖母尊 645年－654年 共9年         | 皇極天皇四年（645年）發生乙巳之變，讓位給弟弟，尊為皇祖母尊                                                                                      | 白雉五年十一月（654年）孝德天皇去世，次年（655年）重祚，尊號齊明天皇 |
| 持統天皇 鸕野讚良 | 文武天皇 珂瑠                                                               | 祖母 ↓ 孫                                                   | 701年－703年 共2年                  | 持統天皇十一年（697年）讓位給孫子，約大寶元年（701年）尊為太上天皇                                                                               | 大寶二年十二月（703年）去世，諡號持統天皇 |
| 元明天皇 阿閇     | 元正天皇 冰高                                                               | 母 ↓ 女                                                     | 718年－721年 共6年                  | 和銅八年（715年）讓位給女兒，養老二年（718年）尊為太上天皇                                                                                       | 養老五年（721年）出家，同年於平城宮中安殿去世 |
| 元正天皇 冰高     | 聖武天皇 首                                                                 | 姑 ↓ 侄                                                     | 726年－748年 共22年                 | 養老八年（724年）讓位給侄子，神龜三年（726年）尊為太上天皇                                                                                       | 天平二十年（748年）去世 |
| 聖武天皇 首       | 孝謙天皇 阿倍                                                               | 父 ↓ 女                                                     | 749年－756年 共7年                  | 天平勝宝元年7月2日（749年8月19日）讓位給阿倍内亲王，尊為太上天皇                                                                                 | 天平勝宝八岁（756年）逝世 |
| 孝謙天皇 阿倍     | 淳仁天皇 大炊                                                               | 族孫女 ↓ 族祖父                                             | 759年－764年 共5年                  | 天平寶字二年（758年）讓位給族祖父，次年（759年）尊為太上天皇                                                                                     | 天平寶字八年（764年）孝謙天皇迫令淳仁天皇退位，並重祚，尊號稱德天皇 |
| 光仁天皇 白壁     | 桓武天皇 山部                                                               | 父 ↓ 子                                                     | 781年－782年 共256天                | 天應元年（781年）因病讓位給皇太子山部，尊為太上天皇                                                                                              | 天應二年（782年）逝世 |
| 平城天皇 安殿     | 嵯峨天皇 神野 淳和天皇 大伴                                                 | 兄 ↓ 弟 兄 ↓ 弟                                             | 809年－824年 共15年                 | 大同四年（809年）因病讓位給皇太弟神野，尊為太上天皇並隱居                                                                                        | 病好後重用藤原藥子及藤原仲成干預朝政，至大同五年（810年）爆發藥子之變，平城上皇遭幽禁。天長元年（824年）逝世 |
| 嵯峨天皇 神野     | 淳和天皇 大伴 仁明天皇 正良                                                 | 兄 ↓ 弟 父 ↓ 子                                             | 823年－842年 共19年                 | 弘仁十四年（823年）被藤原冬嗣所逼讓位給皇太弟大伴，尊為太上天皇，但仍掌握實權                                                                    | 承和九年（842年）去世 |
| 淳和天皇 大伴     | 仁明天皇 正良                                                               | 叔 ↓ 侄                                                     | 833年－840年 共7年                  | 天長十年（833年）讓位給皇太子正良，尊為太上天皇                                                                                                  | 承和七年（840年）去世 |
| 清和天皇 惟仁     | 陽成天皇 貞明                                                               | 父 ↓ 子                                                     | 876年－881年 共5年                  | 貞觀十八年（876年）讓位給皇子貞明，尊為太上天皇                                                                                                  | 元慶三年（879年）出家，四年十二月（881年）於圓覺寺去世 |
| 陽成天皇 貞明     | 光孝天皇 時康 宇多天皇 定省 醍醐天皇 敦仁 朱雀天皇 寬明 村上天皇 成明       | 孫 ↓ 叔祖父 堂侄 ↓ 堂叔 族兄 ↓ 族弟 族伯 ↓ 族侄 族伯 ↓ 族侄 | 884年－949年 共65年                 | 元慶八年（884年）藤原基經以天皇暴虐為由廢位，尊為太上天皇                                                                                        | 天曆三年（949年）出家，同年在冷然院逝世 |
| 宇多天皇 定省     | 醍醐天皇 敦仁 朱雀天皇 寬明                                                 | 父 ↓ 子 祖父 ↓ 孫                                           | 897年－931年 共34年                 | 寬平九年（897年）讓位給皇子敦仁，尊為太上天皇 | 昌泰二年（899年）出家，承平元年（931年）去世 |
| 朱雀天皇 寬明     | 村上天皇 成明                                                               | 兄 ↓ 弟                                                     | 946年－952年 共6年                  | 天慶九年（946年）讓位給皇太子成明，尊為太上天皇                                                                                                  | 天曆六年（952年）出家，同年去世 |
| 冷泉天皇 憲平     | 圓融天皇 守平 花山天皇 師貞 一條天皇 懷仁 三條天皇 居貞                     | 兄 ↓ 弟 父 ↓ 子 伯 ↓ 侄 父 ↓ 子                             | 969年－1011年 共42年                | 安和二年（969年）讓位給皇太子守平，尊為太上天皇                                                                                                  | 寬弘八年（1011年）在冷泉院逝世 |
| 圓融天皇 守平     | 花山天皇 師貞 一條天皇 懷仁                                                 | 叔 ↓ 侄 父 ↓ 子                                             | 984年－991年 共7年                  | 永觀二年（984年）以立親子懷仁親王為皇太子作條件而讓位給現在的皇太子師貞，尊為太上天皇                                                            | 寬和元年（985年）出家，正曆二年（991年）逝世於圓融寺 |
| 花山天皇 師貞     | 一條天皇 懷仁                                                               | 堂兄 ↓ 堂弟                                                 | 987年 共1日                         | 寬和二年六月（987年）出家及退位，尊為太上天皇 | 同日辭退太上天皇尊號，寬弘五年（1008年）去世 |
| 一條天皇 懷仁     | 三條天皇 居貞                                                               | 堂弟 ↓ 堂兄                                                 | 1011年 共8日                        | 寬弘八年（1011年）病重讓位給皇太子居貞，尊為太上天皇                                                                                             | 五日後出家，八日後在一條院中殿逝世 |
| 三條天皇 居貞     | 後一條天皇 敦成                                                             | 堂叔 ↓ 堂侄                                                 | 1016年－1017年 共1月                | 長和三年（1014年）因失明而受藤原道長脅逼讓位給敦成親王，兩年後皇后藤原娍子以立敦明親王為皇太子作條件正式退位，尊為太上天皇                       | 寬仁元年（1017年）出家，一個月後去世 |
| 後朱雀天皇 敦良   | 後冷泉天皇 親仁                                                             | 父 ↓ 子                                                     | 1045年 共2日                        | 寬德二年（1045年）讓位給皇太子親仁，尊為太上天皇                                                                                                 | 兩天後出家，同時在東三條殿駕崩 |
| 後三條天皇 尊仁   | 白河天皇 貞仁                                                               | 父 ↓ 子                                                     | 1073年 共148天                      | 延久四年十二月（1073年）讓位給皇太子貞仁，尊為太上天皇                                                                                           | 同年在大炊御門殿逝世 |
| 白河天皇 貞仁     | 堀河天皇 善仁 鳥羽天皇 宗仁 崇德天皇 顯仁                                   | 父 ↓ 子 祖父 ↓ 孫 曾祖父 ↓ 曾孫                             | 1087年－1129年 共42年               | 應德三年十一月（1087年）讓位給皇太子善仁，尊為太上天皇，是為院政之始（治天之君）                                                                 | 嘉保三年（1096年）出家，大治四年（1129年）逝世 |
| 鳥羽天皇 宗仁     | 崇德天皇 顯仁 近衛天皇 體仁 後白河天皇 雅仁                                 | 父 ↓ 子 父 ↓ 子 父 ↓ 子                                     | 1123年－1156年 共33年               | 保安四年一月（1123年）讓位給皇太子顯仁，尊為太上天皇                                                                                             | 大治四年（1129年）行院政，康治元年（1142年）受戒，保元元年（1156年）逝世 |
| 崇德天皇 顯仁     | 近衛天皇 體仁 後白河天皇 雅仁                                               | 兄 ↓ 弟 兄 ↓ 弟                                             | 1141年－1156年 共15年               | 保延六年十二月（1141年）鳥羽法皇脅迫崇德天皇退位給異母弟體仁親王，尊為太上天皇                                                                   | 保元元年（1156年）因鳥羽上皇駕崩而引發保元之亂，崇德上皇鬥爭失敗並出家，同時遭流放讚岐，長寬二年（1164年）逝世 |
| 後白河天皇 雅仁   | 二條天皇 守仁 六條天皇 順仁 高倉天皇 憲仁 安德天皇 言仁 後鳥羽天皇 尊成     | 父 ↓ 子 祖父 ↓ 孫 父 ↓ 子 祖父 ↓ 孫 祖父 ↓ 孫               | 1158年－1192年 共34年               | 保元三年（1158年）讓位給皇太子守仁，尊為太上天皇及行院政                                                                                         | 嘉應元年（1169年）出家，治承三年（1179年）平清盛發動治承三年政變，後白河法皇被幽禁於鳥羽殿，院政中止。治承五年（1181年）高倉上皇去世，復行院政，康治元年（1142年）受戒，建久三年（1192年）逝世                                                                                       |
| 高倉天皇 憲仁     | 安德天皇 言仁                                                               | 父 ↓ 子                                                     | 1180年－1181年 共318天              | 治承四年（1180年）讓位給皇太子言仁，尊為太上天皇及行院政                                                                                         | 治承五年（1181年）於六波羅池殿去世 |
| 後鳥羽天皇 尊成   | 土御門天皇 為仁 順德天皇 守成 仲恭天皇 懷成                                 | 父 ↓ 子 父 ↓ 子 祖父 ↓ 孫                                   | 1198年－1221年 共23年               | 建久九年（1198年）禪位給兒子為仁，尊為太上天皇及行院政                                                                                           | 承久三年（1221年）後鳥羽上皇討伐鐮倉幕府執權北條義時，史稱承久之亂。後朝廷軍大敗，遭流放隱歧島。延應元年（1239年）逝世，諡顯德天皇。仁治三年（1242年）改稱後鳥羽天皇 |
| 土御門天皇 為仁   | 順德天皇 守成 仲恭天皇 懷成                                                 | 兄 ↓ 弟 伯 ↓ 侄                                             | 1210年－1221年 共11年               | 承元四年（1210年）在後鳥羽上皇堅持下讓位給皇太弟守成，尊為太上天皇                                                                               | 承久三年（1221年）土御門上皇自願流放到土佐國，後改為流放阿波國。寬喜三年（1231年）出家及逝世 |
| 順德天皇 守成     | 仲恭天皇 懷成                                                               | 父 ↓ 子                                                     | 1221年 共3月                        | 承久三年（1221年）四月為準備承久之亂，讓位給皇太子懷成，尊為太上天皇                                                                             | 同年七月流放到佐渡國，仁治三年（1242年）於當地駕崩 |
| 後高倉天皇 守貞   | 後堀河天皇 茂仁                                                             | 父 ↓ 子                                                     | 1221年－1223年 共2年                | 承久三年（1221年）皇子茂仁即位天皇，尊為太上天皇及行院政                                                                                         | 未曾繼位天皇而成為太上天皇，貞應二年（1233年）駕崩 |
| 後堀河天皇 茂仁   | 四條天皇 秀仁                                                               | 父 ↓ 子                                                     | 1232年－1234年 共2年                | 貞永元年（1232年）讓位給皇太子秀仁，尊為太上天皇及行院政                                                                                         | 天福二年（1234年）駕崩 |
| 後嵯峨天皇 邦仁   | 後深草天皇 久仁 龜山天皇 恆仁                                               | 父 ↓ 子 父 ↓ 子                                             | 1246年－1272年 共26年               | 寬元四年（1246年）讓位給皇太子久仁，尊為太上天皇及行院政                                                                                         | 文永五年（1268年）出家，文永九年（1272年）去世 |
| 後深草天皇 久仁   | 龜山天皇 恆仁 後宇多天皇 世仁 伏見天皇 熙仁 後伏見天皇 胤仁 後二條天皇 邦治 | 兄 ↓ 弟 伯 ↓ 侄 父 ↓ 子 祖父 ↓ 孫 伯祖父 ↓ 侄孫             | 1260年－1304年 共44年               | 正元元年（1260年）後嵯峨上皇逼使他讓位給皇太弟恆仁，尊為太上天皇，兩統迭立開始                                                                   | 弘安十年（1287年）後宇多天皇讓位給皇太子（後深草上皇皇子）熙仁，是為伏見天皇，建立持明院統及行院政。正應三年（1290年）出家，院政中止。嘉元二年（1304年）在冷泉富小路殿駕崩 |
| 龜山天皇 恆仁     | 後宇多天皇 世仁 伏見天皇 熙仁 後伏見天皇 胤仁 後二條天皇 邦治               | 父 ↓ 子 叔 ↓ 侄 叔祖父 ↓ 侄孫 祖父 ↓ 孫                     | 1274年－1305年 共31年               | 文永十一年（1274年）讓位給皇太子世仁，尊為太上天皇及行院政，建立大覺寺統                                                                         | 弘安十年（1287年）院政中止。正應二年（1289年）出家，嘉元三年（1305年）在龜山殿駕崩 |
| 後宇多天皇 世仁   | 伏見天皇 熙仁 後伏見天皇 胤仁 後二條天皇 邦治 花園天皇 富仁 後醍醐天皇 尊治 | 堂弟 ↓ 堂兄 堂叔 ↓ 堂侄 父 ↓ 子 堂叔 ↓ 堂侄 父 ↓ 子         | 1287年－1324年 共37年               | 弘安十年（1287年）讓位給皇太子熙仁，尊為太上天皇                                                                                                 | 正安三年（1301年）兒子邦治即位天皇，行院政。德治二年（1307年）出家，次年（1308年）持明院統的富仁即位天皇，院政中止。文保二年（1318年）花園天皇讓位給兒子尊治，復行院政。元亨元年（1321年）院政中止及隱居。元亨四年（1324年）在大覺寺御所駕崩                                         |
| 伏見天皇 熙仁     | 後伏見天皇 胤仁 後二條天皇 邦治 花園天皇 富仁                               | 父 ↓ 子 堂伯 ↓ 堂侄 父 ↓ 子                                 | 1298年－1317年 共19年               | 永仁六年（1298年）讓位給皇太子胤仁，尊為太上天皇及行院政                                                                                         | 正安三年（1301年）大覺寺統的邦治即位天皇，院政中止。德治三年（1308年）兒子富仁即位天皇，復行院政。正和二年（1313年）權力正式轉移到兒子後伏見上皇中，院政中止，同時出家。文保元年（1317年）去世                                                                                       |
| 後伏見天皇 胤仁   | 後二條天皇 邦治 花園天皇 富仁 後醍醐天皇 尊治 光嚴天皇 量仁                 | 族弟 ↓ 族兄 兄 ↓ 弟 族兄 ↓ 族弟 父 ↓ 子                     | 1301年－1336年 共35年               | 正安三年（1301年）讓位給皇太子邦治，尊為太上天皇                                                                                                 | 正和二年（1313年）接受伏見上皇的權力，行院政。文保二年（1318年）大覺寺統的尊治即位天皇，院政中止。元德三年鐮倉幕府擁立持明院統的量仁即位為北朝第一位天皇，復行院政，廣義的南北朝時代開始。正慶二年（1333年）元弘之亂使鐮倉幕府滅亡，光嚴天皇被廢黜，院政中止。建武三年（1336年）去世 |
| 花園天皇 富仁     | 後醍醐天皇 尊治 光嚴天皇 量仁 光明天皇 豐仁                                 | 族弟 ↓ 族兄 叔 ↓ 侄 叔 ↓ 侄                                 | 1318年－1348年 共30年               | 文保二年（1318年）讓位給皇太子尊治，尊為太上天皇                                                                                                 | 建武二年十一月（1336年）出家，貞和四年（1348年）在花園萩原殿去世 |
| 光嚴天皇 量仁     | 後醍醐天皇 尊治 後村上天皇 義良                                             | 族侄 ↓ 族叔 族兄 ↓ 族弟                                     | 1333年－1364年 共31年               | 正慶二年（1333年）元弘之亂，光嚴天皇被廢黜，後醍醐天皇依小一條院先例尊為太上天皇                                                                 | 建武三年（1336年）弟豐仁即位為北朝天皇，行院政。觀應二年（1351年）足利尊氏廢黜其子崇光天皇，院政中止，次年（1352年）遭南朝俘虜、幽禁並出家。正平十九年（1364年）在常照皇寺逝世 |
| 崇光天皇 興仁     | 後村上天皇 義良 長慶天皇 寬成 後龜山天皇 熙成 後小松天皇 幹仁               | 族侄 ↓ 族叔 族兄 ↓ 族弟 族兄 ↓ 族弟 伯祖父 ↓ 侄孫           | 1351年－1398年 共47年               | 觀應二年（1351年）足利尊氏廢黜崇光天皇，弟彌仁即位北朝天皇，同時南朝尊為太上天皇                                                                 | 觀應三年（1352年）遭南朝俘虜、幽禁，元中十年／明德三年（1393年）元中一統，同時出家。應永五年（1398年）逝世 |
| 長慶天皇 寬成     | 後龜山天皇 熙成 後小松天皇 幹仁                                             | 兄 ↓ 弟 族祖父 ↓ 族孫                                       | 1373年／1383年？－1394年 共21／11年 | 讓位給皇太弟熙成時間未有定論：正史作文中二年（1373年）讓位，但利生護國寺所存綸旨則認定他在弘和三年（1383年）仍在位，此後尊為太上天皇及推定行院政 | 後來出家，應永元年（1394年）病逝 |
| 後醍醐天皇 尊治   | 光明天皇 豐仁                                                               | 族叔 ↓ 族侄                                                 | 1336年－1339年 共3年                | 建武三年（1336年）十一月足利尊氏根據光嚴上皇院宣廢黜後醍醐天皇，遙尊為太上天皇                                                                   | 同年十二月（1337年）後醍醐上皇逃到大和國吉野開設南朝朝廷，南北朝正式開始。曆應二年（1339年）讓位給皇太子義良，翌日在金輪王寺駕崩 |
| 光明天皇 豐仁     | 崇光天皇 興仁 後光嚴天皇 彌仁 後圓融天皇 緒仁                               | 叔 ↓ 侄 叔 ↓ 侄 叔祖父 ↓ 侄孫                               | 1348年－1380年 共32年               | 貞和四年（1348年）讓位給皇太子興仁，尊為太上天皇                                                                                                 | 觀應二年（1351年）出家，翌年（1352年）遭南朝俘虜、幽禁，文和四年（1355年）回到北朝，康曆二年（1380年）去世 |
| 後光嚴天皇 彌仁   | 後圓融天皇 緒仁                                                             | 父 ↓ 子                                                     | 1371年－1374年 共3年                | 應安四年（1371年）讓位給皇太子緒仁，尊為太上天皇及行院政                                                                                         | 應安七年（1374年）出家，院政中止，同日逝世 |
| 後圓融天皇 緒仁   | 後小松天皇 幹仁                                                             | 父 ↓ 子                                                     | 1382年－1393年 共11年               | 永德二年（1382年）讓位給皇子幹仁，尊為太上天皇及行院政                                                                                           | 明德四年（1393年）出家，院政中止，同日逝世 |
| 後龜山天皇 熙成   | 後小松天皇 幹仁 稱光天皇 躬仁                                               | 族祖父 ↓ 族孫 族曾祖父 ↓ 族曾孫                             | 1394年－1424年 共30年               | 元中十年／明德三年（1393年）元中一統，次年室町幕府尊為太上天皇                                                                                   | 後來出家，應永三十一年（1424年）駕崩於大覺寺 |
| 後小松天皇 幹仁   | 稱光天皇 躬仁 後花園天皇 彥仁                                               | 父 ↓ 子 族叔 ↓ 族侄                                         | 1412年－1433年 共21年               | 應永十九年（1412年）讓位給皇太子躬仁，尊為太上天皇及行院政                                                                                       | 永享三年（1431年）出家，兩年後（1433年）逝世於東洞院仙洞御所 |
| 後崇光天皇 貞成   | 後花園天皇 彥仁                                                             | 父 ↓ 子                                                     | 1447年－1448年 共87天               | 後花園天皇之父，文安四年（1447年）尊為太上天皇                                                                                                   | 未曾繼位天皇而成為太上天皇，次年（1448年）辭退尊號 |
| 後花園天皇 彥仁   | 後土御門天皇 成仁                                                           | 父 ↓ 子                                                     | 1464年－1470年 共6年                | 寬正五年（1464年）讓位給皇子成仁，尊為太上天皇及行院政                                                                                           | 應仁元年（1467年）出家，文明二年（1470年）在室町第泉殿逝世 |
| 正親町天皇 方仁   | 後陽成天皇 周仁                                                             | 祖父 ↓ 孫                                                   | 1586年－1593年 共7年                | 天正十四年（1586年）讓位給皇太孫周仁，尊為太上天皇                                                                                               | 文祿二年（1593年）過世 |
| 後陽成天皇 周仁   | 後水尾天皇 政仁                                                             | 父 ↓ 子                                                     | 1611年－1617年 共6年                | 慶長十六年（1611年）讓位給皇子政仁，尊為太上天皇及行院政                                                                                         | 元和三年（1617年）過世 |
| 後水尾天皇 政仁   | 明正天皇 興子 後光明天皇 紹仁 後西天皇 良仁 靈元天皇 識仁                   | 父 ↓ 女 父 ↓ 子 父 ↓ 子 父 ↓ 子                             | 1629年－1680年 共51年               | 寬永六年（1629年）發生紫衣事件，憤而讓位給皇女興子，尊為太上法皇及行院政                                                                         | 約慶安元年（1648年）院政中止，三年後（1651年）出家。寬文三年（1663年）復行院政，六年後（1669年）院政再次中止。延寶八年（1680年）去世 |
| 明正天皇 興子     | 後光明天皇 紹仁 後西天皇 良仁 靈元天皇 識仁 東山天皇 朝仁                   | 姊 ↓ 弟 姊 ↓ 弟 姊 ↓ 弟 姑 ↓ 侄                             | 1643年－1696年 共53年               | 寬永二十年（1643年）讓位給皇弟紹仁，尊為太上天皇                                                                                                 | 元祿九年（1696年）去世 |
| 後西天皇 良仁     | 靈元天皇 識仁                                                               | 兄 ↓ 弟                                                     | 1663年－1685年 共22年               | 寬文三年讓位給皇弟識仁，尊為太上天皇 | 貞享二年（1685年）去世 |
| 靈元天皇 識仁     | 東山天皇 朝仁 中御門天皇 慶仁                                               | 父 ↓ 子 祖父 ↓ 孫                                           | 1687年－1732年 共45年               | 貞享四年（1687年）讓位給皇太子朝仁，尊為太上天皇及行院政                                                                                         | 元祿六年（1693年）因江戶幕府干涉而中止院政。寶永六年十二月（1710年）復行院政，正德（1713年）出家，享保二年（1717年）再次中止院政。享保十七年（1732年）駕崩 |
| 東山天皇 朝仁     | 中御門天皇 慶仁                                                             | 父 ↓ 子                                                     | 1709年－1710年 共173天              | 寶永六年（1709年）讓位給皇太子慶仁，尊為太上天皇及行院政                                                                                         | 同年十二月（1710年）駕崩 |
| 中御門天皇 慶仁   | 櫻町天皇 昭仁                                                               | 父 ↓ 子                                                     | 1735年－1737年 共2年27天            | 享保二十年（1735年）讓位給皇太子昭仁，尊為太上天皇及行院政                                                                                       | 元文二年（1737年）駕崩 |
| 櫻町天皇 昭仁     | 桃園天皇 遐仁                                                               | 父 ↓ 子                                                     | 1747年－1750年 共3年                | 延享四年（1747年）讓位給皇太子遐仁，尊為太上天皇及行院政                                                                                         | 寬延三年（1750年）駕崩 |
| 後櫻町天皇 智子   | 後桃園天皇 英仁 光格天皇 師仁                                               | 姑 ↓ 侄 族姊 ↓ 族弟                                         | 1771年－1813年 共42年               | 明和七年（1771年）讓位給皇侄英仁，尊為太上天皇                                                                                                   | 文化十年（1813年）過世 |
| 光格天皇 師仁     | 仁孝天皇 惠仁                                                               | 父 ↓ 子                                                     | 1817年－1840年 共23年               | 文化十四年（1817年）讓位給皇子惠仁，尊為太上天皇及行院政                                                                                         | 天保十一年（1840年）過世 |
| 平成上皇 明仁     | 今上天皇 德仁                                                               | 父 ↓ 子                                                     | 2019年－                            | 平成31年（2019年）讓位給皇太子德仁，根據天皇退位特例法尊為上皇                                                                                   | 在任 |

## 準太上天皇
| 姓名                  | 任期                  | 受尊原因                                                         | 結果                                           |
| --------------------- | --------------------- | ---------------------------------------------------------------- | ---------------------------------------------- |
| 小一條院太上天皇 敦明 | 1018年－1051年 共33年 | 寬仁二年（1018年）藤原道長為安撫他，受院號宣下，獲準太上天皇地位 | 長久四年（1043年）出家，永承六年（1051年）逝世 |

## 追尊太上天皇
| 姓名              | 繼任或在位天皇  | 關係          | 受尊原因                                                                                                   | 結果                                                   |
| ----------------- | --------------- | ------------- | --- | ------------------------------------------------------ |
| 鹿苑天皇 足利義滿 | ／              | ／            | 應永十五年（1408年）足利義滿去世，朝廷追贈鹿苑院太上天皇                                                   | 足利義持在斯波義將的強烈反對下辭退稱號，但相國寺則接受 |
| 陽光天皇 誠仁     | 後陽成天皇 周仁 | 父 ↓ 子       | 因病早逝，未能繼位天皇                                                                                     | 天正十六年（1588年前）追尊為陽光院太上天皇             |
| 慶光天皇 典仁     | 明治天皇 睦仁   | 高祖父 ↓ 玄孫 | 天明八年（1788年）典仁的皇子光格天皇希望為父親加上太上天皇尊號，但受江戶幕府老中松平定信反對，是為尊號事件 | 明治十七年（1884年）玄孫明治天皇追尊為慶光院太上天皇   |